# 봅 캐터
봅 캐터(Bob Katter)는 캐터의 오스트레일리아당을 창립한 정치인이다
아버지 봅 캐터 시니어(Bob Katter Sr.), 아들 로비 캐터(Robbie Katter)도 정치인이다.